# 彼得·克雷姆茨
彼得·克雷姆茨（德語：Peter Kremtz，1940年4月26日—2014年2月23日），德国男子赛艇运动员。他曾代表东德参加1968年夏季奥林匹克运动会赛艇比赛，获得男子四人单桨有舵手银牌。